# آرتور توماس اسلاگت
آرتور توماس اسلاگت (انگلیسی: Arthur Sloggett؛ ۲۴ نوامبر ۱۸۵۷ – ۲۷ نوامبر ۱۹۲۹) فرد نظامی اهل بریتانیا بود. وی همچنین برندهٔ جوایزی همچون نشان حمام، نشان سلطنتی ویکتوریایی، و نشان لئوپولد شده‌است.